# 조영연
조영연(曺永延, 1988년 4월 14일 ~ )은 전 KBO 리그 넥센 히어로즈의 투수이다.